# Christian Samuel Weiss
Christian Samuel Weiss, född 26 februari 1780 i Leipzig, död 1 oktober 1856 vid Eger i Böhmen, var en tysk mineralog.

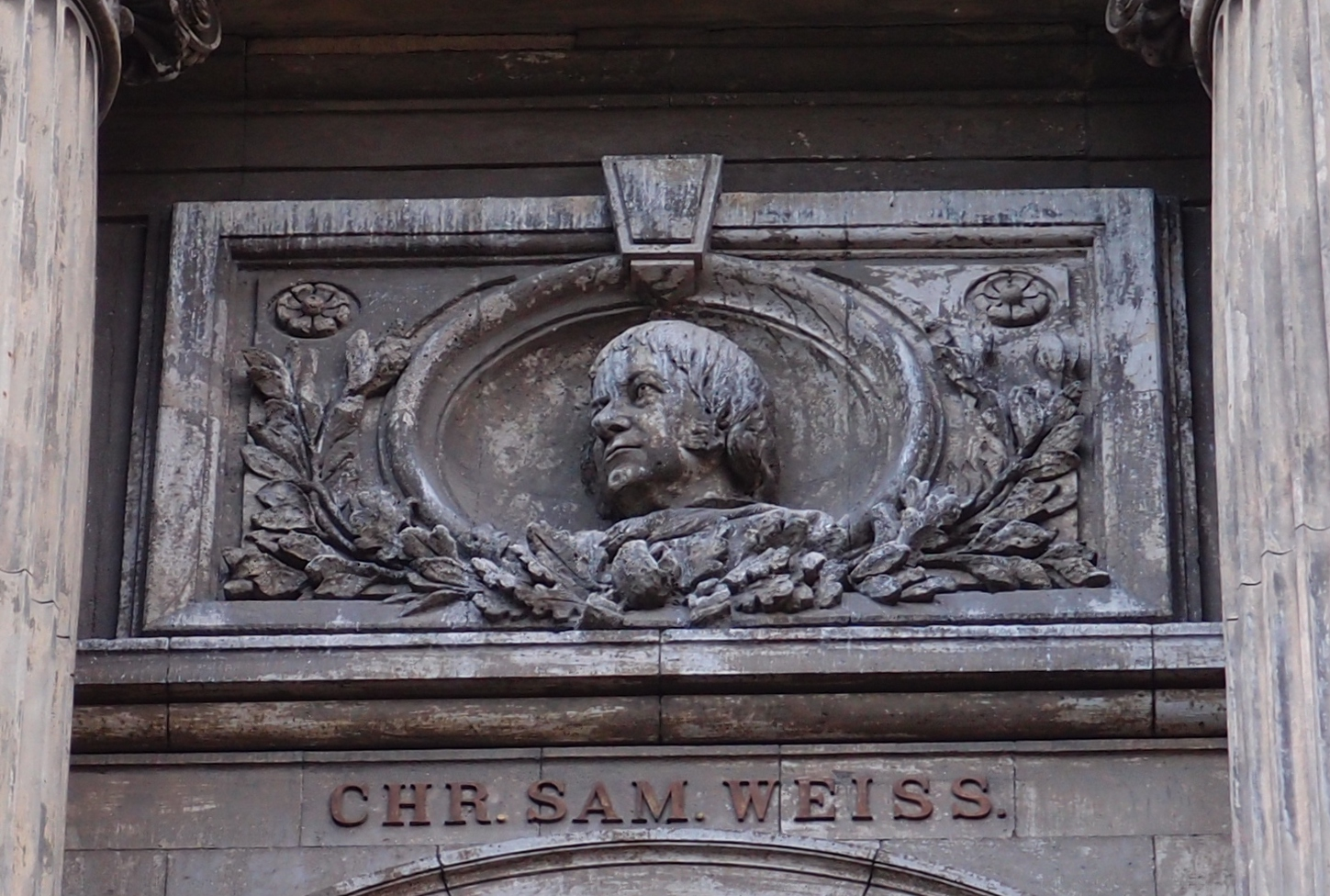
Christian Samuel Weiss

Weiss var en av Abraham Gottlob Werners lärjungar samt en av sin tids mest framstående mineraloger och tillsammans med Friedrich Mohs grundläggare av ett nytt system för kristallografin. Efter avslutade studier i Leipzig och vid Bergsskolan i Freiberg blev han 1810 professor i mineralogi vid Berlins universitet och direktor för kungliga mineralkabinettet där. I hans inauguraldisputation, De indagando formarum crystallinarum charactere geometrico principali (1809), finns grunddragen av hans senare utgivna indelning av samtliga kristallformer i vissa system. Han var den förste, som uppställde en sådan indelning som grund för alla kristallografiska undersökningar (Über die natürlichen Abtheilungen der Krystallisationssysteme, 1813). I stället för de av René Just Haüy antagna primärformerna för varje kristall, från vilka man borde utgå för att bestämma kristallens plats i systemet, antog han axlarnas grundförhållanden, deras antal, läge, längd och vinklar mot varandra, och uttalade, att ingen del, linje eller storhet av något slag är så viktig som axlarna och ingen bestämning av sådan avgörande art som en kristallytas förhållande till axlarna. Hans kristallografiska arbeten finns i Berlinakademiens publikationer och i "Magazine der Naturforschenden Gesellschaft". Weiss kristallografiska system utvecklades sedan av hans lärjungar, Gustav Rose, Franz Ernst Neumann, Adolph Theodor Kupffer och Friedrich August von Quenstedt.